# Лижництво на яках
Лижництво на яках — вид спорту, який практикують на індійському гірському курорті Маналі, штат Хімачал-Прадеш, як туристичну визначну пам'ятку.
У цьому виді спорту лижник чекає біля схилу, а як — на вершині пагорба. Як і лижник з'єднані за допомогою мотузки, яка обертається навколо блоку на вершині пагорба. Щоб зачепити яка, лижник повинен струсити (і швидко опустити) відро горіхів. Це приваблює яка, який кидається вниз і за допомогою мотузки тягне лижника вгору.
Журнал Time пише, що слід дотримуватися такої поради: «Ніколи не струшуйте відро з горіхами, поки вас не прив’яжуть до мотузки яка».